# Unreal II: The Awakening
Unreal II: The Awakening is een first-person shooter computerspel. Het spel is onderdeel van de Unreal-serie. Het spel werd ontwikkeld door Legend Entertainment, en uitgebracht door Atari op 4 februari 2003.

## Verhaal
Het hoofdpersonage in het spel is ex-marinier John Dalton, een autoriteitsmaarschalk van een aardse kolonie, wiens taak het is om afgelegen stukken van de ruimte te patrouilleren. Hij wordt weer in dienst genomen om zeven stukken van een oud voorwerp te vinden waarmee vermoedelijk een zeer sterk wapen kan worden gemaakt.
De plot volgt een pad gelijk aan dat van vele first person shooters, waarin de speler verschillende planeten bezoekt om de voorwerpen te vinden. Elke locatie heeft zijn eigen puzzel die moet worden opgelost.
De omgevingen op de planeten zijn behoorlijk divers, en variëren van een tropisch woud tot een woestijn, bunkers en industriële installaties. De speler komt zelfs in buitenaardse steden en in de lichamen van aliens zelf. De speler moet veel vijanden verslaan, maar krijgt af en toe hulp van NPC’s.
Het spel is relatief kort, en bestaat uit 12 missies.

## Personages
- John Dalton: de hoofdpersoon uit het spel. Hij was ooit een trots lid van de mariniers, maar na het negeren van een direct bevel werd hij overgeplaatst naar de TCA. Derhalve mocht hij alleen nog maar de grenzen van het universum verkennen, ver weg van enige actie. Hij gelooft sterk in een militaire levensstijl en de noodzaak voor autoriteit, maar hij heeft ook een sterke ethische code.
- Aida: de eerste officier van de Atlantis, het schip van Dalton. Zij geeft Dalton steeds korte informatie over een missie. Ze is zeer cynisch, en haat autoriteit (vooral militaire). Ze staat bekend als de redder van de aarde tijdens de Strider-oorlog.
- Isaak: Isaak is de monteur van het schip, en de wapenspecialist. Hij houdt Dalton op de hoogte van zijn wapens voor elke missie. Hij was ooit monteur op een hoofdschip van de marine, maar werd overgeplaatst naar Dalton’s schip toen hij bij een Skaarj aanval in paniek raakte. Hij maakt wapens van alle souvenirs die Dalton voor hem meebrengt van zijn missies.
- Ne'ban: de piloot van het schip. Hij is een Hex-Core alien die via een persooneelsuitwisselingsprogramma bij de TCA is beland. Hij is onschuldig en soms wat naïef, en zijn Engels is vaak beroerd. Zijn lichaam is vloeibaar, waardoor hij een robotlichaam nodig heeft om in een menselijke omgeving te werken.
- Sector Commander Hawkins: het hoofd van de TCA operaties in het deel van het universum waar het spel zich afspeelt. Hij is Dalton’s meerdere, en de man die Dalton op zijn missie heeft gestuurd. Hij wil de voorwerpen zogenaamd uit handen van de vijand houden, maar in werkelijkheid wil hij hun kracht zelf gebruiken.

## Groepen
- Terran Colonial Authority: afgekort TCA. Ze zijn een vredesorganisatie gevormd door de overheid van de Nieuwe Aarde. Ze moeten wetten en orde handhaven in de grenzen van de menselijke ruimte.

- Skaarj: een oorlogszuchtig ras dat in alle Unreal-spellen meedoet. Hoewel ze in het eerste spel nog de hoofdvijanden waren, spelen ze in dit spel maar een bijrol. Ze komen alleen aan het begin en eind van het spel even voor.

- Liandri Corporation: de beruchte megacoöperatie die de toernooien uit de Unreal Tournament series organiseert. Liandri zoekt ook de voorwerpen, wat hen in oorlog brengt met de TCA.

- Izanagi Corporation: Een Japanse megacoöperatie die eveneens achter de voorwerpen aanzit. Ze hebben een privé-leger van huursoldaten genaamd "ghost warriors". Ze zijn de hoofdvijanden in het spel.

- Araknids: een ras van enorme spinnen die de TCA basis op de planet Hell hebben overgenomen. Ze waren ooit gewone spinnen, die door een van de voorwerpen zijn gemuteerd.

- Drakk: een mysterieus ras van oude en zeer krachtige machines, die nog wel het meest lijken op insecten. Ze komen tegen het eind van het spel voor. Ze voeren biologische experimenten uit op gevangen leden van andere rassen, in de hoop zo de perfecte soldaat te maken.

- Kai: een nomadenras dat maar nauwelijks humanoïde in uiterlijk is. Ze zijn een blijkbaar zwak en pacifistisch ras, dat niet echt hoog in aanzien staat bij de andere rassen in het universum. In werkelijkheid zijn ze de laatsten van een oud ras genaamd de Tosc, wiens DNA is ingebracht bij de Kai.

- Tosc: een oud en zeer krachtig ras van alienkrijgers. Ze zijn reusachtig in omvang, en hebben kolossale kracht en uithoudingsvermogen. Zij zijn de makers van de voorwerpen. Als alle zeven voorwerpen samen zijn, wordt een signaal gezonden naar het Tosc DNA in de Kai waardoor alle Kai veranderen in Tosc.

## Wapens
In het spel heeft de speler de volgende wapens tot zijn beschikking:
- Dispersion Pistol (T-13 Popgun)
- Combat Assault Rifle (CAR, M32 Duster)
- Grenade Launcher (M406 Hydra)
- Crowd Pleaser (M700 Shotgun)
- Flamethrower (Vulcan)
- Magnum (Avenger, Grace)
- Rocket Launcher (Shark)
- Sniper Rifle (Widowmaker)
- Energy Rifle (Shock Lance)
- Spore Cannon (Spider Gun)
- Drakk Laser
- The Takkra (Drakk Hunter)
- Singularity Cannon

### Andere hulpmiddelen
- Auto Turret
- Rocket Turret
- Force Wall
- Proximity Sensor

## Ontvangst, en relatie met de Unreal serie
Unreal II speelt zich af in een ander deel van het fictieve Unrealuniversum. Volgens de Epic tijdlijn speelt het spel zich gedurende of voor het jaar 2251 af. Het staat niet vast of het spel een echte prequel of sequel is op het eerste Unrealspel. Unreal II heeft namelijk andere wapens, vijanden, bondgenoten en omgevingen. Alleen de Skaarj vormen een connectie tussen de twee spellen daar ze in beide meedoen.
Het spel wordt vaak bekritiseerd omdat het nauwelijks wat te maken zou hebben met het originele spel. Kort na uitgave kreeg het spel ook kritiek vanwege zijn singleplayer mode. De missies van het spel werden over het algemeen te rechttoe rechtaan gevonden. In het vorige spel kon de speler een grote omgeving onderzoeken waarin alle levels op elkaar aansloten.
Sommige wapens werden geprezen vanwege hun unieke ontwerp, zoals de spider launcher.
Om het gebrek aan een multiplayer mode te verhelpen, bracht Legend later Unreal II: eXpanded MultiPlayer uit.